# ماكس ويتلوك
ماكس ويتلوك (مواليد 13 يناير 1993) هو لاعب جمباز فني حصل على 3 ميداليات ذهبية و3 برونزية في الأولمبياد.